# Wolfgang Bartke
Wolfgang Bartke fue un sinólogo alemán.
De 1939 a 1945 fue reclutado por la Wehrmacht y fue herido varias veces. De 1945 a 1947 fue prisionero de guerra del Ejército Rojo y del Ejército de los Estados Unidos. Para 1948 a 1950 fue aprendiz de escultura en la Real Fábrica de Porcelana de Berlín.
En 1950 se trasladó a la aldea de artistas Fischerhude, cerca de Bremen, dedicado a la pintura, como pupila de Clara Westhoff: amaba ese lugar, donde encontró un nuevo hogar, se casó con su mujer procedente de Fischerhude y vivió hasta el final en su hermosa casa.
Entre 1952 a 1958 fue periodista.
A partir de 1958 estudió sinología, sciencas de Mongolia (Mongolistik), etnografía y lenguas altaicas en la Universidad de Hamburgo.
- Bartke comenzó temprano recoger información biográfica de la República Popular China.
- Debido a su archivo privado, que ocupaba un cuarto de su residencia en Fischerhude, Bartke se le permitió dos o tres días por semana para trabajar en casa.
- En 1966, encargado por la Fundación Friedrich Ebert publicó Chinaköpfe', Biografías breves de funcionarios del Partido y del Estado de la República Popular China.
- Su obra Who 's Who in the People's Republic of China, le convirtió en el científico más leído de la GIGA.[2]